# Józef Maria Bocheński
Józef Maria Bocheński (Czuszów, Congresso da Polônia, Império russo, de 30 de agosto de 1902 – 8 de fevereiro de 1995, Fribourg, Suíça) foi um religioso a ordem dos dominicanos, lógico e filósofo polonês.

## Vida
Depois de tomar parte na década de 1920, na campanha contra a Rússia Soviética, ele se formou em estudos jurídicos em Lwów, em seguida, estudou economia em Poznań. Bocheński obteve um doutorado em filosofia (ele estudou em Freiburg, 1928-31). Ele também era um ex-aluno da Universidade Pontifícia de são Tomás de Aquino, Angelicum em Roma, onde estudou Teologia Sagrada de 1931 a 1934 ganhar um doutorado em Teologia Sagrada. Bocheński era um professor de lógica na Angelicum até 1940.
Durante a II Guerra Mundial, ele serviu como capelão do exército polonês durante a invasão da Polônia de 1939, foi feito prisioneiro de guerra, escapou dos Alemães e chegou a Roma. Ele se juntou ao exército polonês e serviu como capelão primeiro na França, depois na Inglaterra. Lutou como soldado em 1944 na campanha italiana doII Corpo Polonês em Monte Cassino.
Em 1945, ele recebeu a cadeira na história da filosofia do século XX na Universidade de Friburgo (da qual foi reitor em 1964-66); ele fundou e dirigiu o Instituto da Europa Oriental e publicou a revista Estudos do Pensamento Soviético e uma série de livros sobre os fundamentos da filosofia marxista (Soviética).
Bocheński atuou como consultor de vários governos: Alemanha Ocidental (sob Konrad Adenauer), África do Sul, Estados Unidos, Argentina e Suíça.
Antes de 1989, nenhuma das suas obras foram publicadas oficialmente na Polónia.

## O Círculo de Cracóvia
Bocheński é talvez o expoente mais famoso do Círculo de Cracóvia, que tem sido chamado de "a expressão mais significativa do pensamento católico entre as duas Guerras Mundiais". O Círculo foi fundado por um grupo de filósofos e teólogos que, distinto do neotomismo tradicional, adotou a lógica formal moderna e a aplicou à filosofia e teologia tradicionais tomistas. Inspirados pela clareza lógica de Tomás de Aquino, os membros do Círculo sustentavam tanto a filosofia quanto a teologia para conter "proposições com valores de verdade ... um corpo estruturado de proposições conectadas em significado e assunto, e ligadas por relações lógicas de compatibilidade e incompatibilidade, implicação, etc. " "O Círculo de Cracóvia começou a investigar e, quando possível, melhorar essa estrutura lógica com as ferramentas lógicas mais avançadas disponíveis na época, principalmente aquelas da lógica matemática moderna, então chamadas de 'logística'." Outros membros do Círculo incluíram Jan Salamucha e Jan F. Drewnowski.

## Précis de logique mathématique
No Précis de logique mathématique, de Bocheński, ele usa essa notação, no estilo de Łukasiewicz:
| Tautologia (Verdade)                       | (T T T T)(p,q) | Vpq     | Opq    | F F F F)(p,q)  | Contradição (Falsidade)                |
| Disjunção lógica (Disjunção)               | (T T T F)(p,q) | Apq     | Xpq    | (F F F T)(p,q) | Lógico, NEM (Conjunto de negação)      |
| Converse condicional (Implicação inversa)  | (T T F T)(p,q) | Bpq     | Mpq    | (F F T F)(p,q) | Converse não implicada                 |
| Material condicional (implicação Material) | (T F T T)(p,q) | Cpq     | Lpq    | (F T F F)(p,q) | Material nonimplication                |
| Lógica NAND (negação alternativa)          | (F T T T)(p,q) | Dpq     | Kpq    | (T F F F)(p,q) | Conjunção lógica (Conjunto)            |
| Bicondicional Lógica (Equivalência)        | (T F F T)(p,q) | Epq     | Jpq    | (F T T F)(p,q) | Disjunção exclusiva (Não equivalência) |
| Negação                                    | (F F T T)(p,q) | Np; Fpq | p; Ipq | (T T F F)(p,q) | Função de projeção                     |
| Negação                                    | (F T F T)(p,q) | Nq; Gpq | q; Hpq | (T F T F)(p,q) | Função de projeção                     |

## O hexágono lógico para o quadrado da oposição
Robert Blanché citou uma passagem do Formale Logik, de Bochenski, em Structure intellectuelles (1966, 39): "A lógica hindu tem conhecimento de três proposições lógicas e não as quatro da lógica ocidental. Para ela Alguns S são P não significam Alguns S são pelo menos P mas Alguns S são P, mas não todos." Esta passagem mostra que a tradição indiana fala explicitamente da existência de quantidade parcial, a terceira quantidade a ser considerada juntamente com a totalidade apreendida por A, a afirmação universal do quadrado, e a quantidade zero apreendida por E, o negativo universal do quadrado. Para os dois universais A e E que mantêm uma relação de contrariedade, deve-se acrescentar o terceiro contrário constituído pela dupla negação dos dois primeiros. Como o subcontrário I contradiz E e o subcontrário O contradiz A, a proposição lógica que apreende quantidade parcial pode ser representada pela conjunção de I e O: I e O. No hexágono lógico de Blanché, essa conjunção é simbolizada pela letra Y. Muitos estudiosos pensam que o quadrado lógico da oposição, representando quatro valores, deveria ser substituído pelo hexágono lógico, que tem o poder de expressar mais relações de oposição.

## Trabalhos
- Elementa logicae graecae (1937), Rome:  Anonima Libraria Catolica Italiana.
- Manuale di filosofia bolscevica (1946)
- La logique de Théophraste (1947), 1987 reprint, New York, Garland Publishing.
- Europäische Philosophie der Gegenwart (1947), Bern:  A. Francke.
- Précis de logique mathématique (1948), Bussum, North Holland:  F. G. Kroonder.
- ABC tomizmu (1950), London:  Veritas.
- Der sowjetrussische Dialektische Materialismus (1950)
- Ancient formal logic (1951)
- Szkice etyczne:  Zebrał i ułożył Adam Bocheński (1953), London:  Veritas.
- Die zeitgenössischen Denkmethoden (1954)
- Die kommunistische Ideologie und die Würde, Freiheit und Gleichheit der Menschen im Sinne des Grundgesetzes für die Bundesrepublik Deutschland vom 23.5.1949 (1956), [Bonn]:  Bundeszentrale für Heimatdienst.
- Bibliographie der Sowietischen Philosophie (1959), Fribourg:  Ost-Europa Institut.
- Formale Logik (1956) translated into English as A history of formal logic (1961)
- Der sowjetrussische dialektische Materialismus (Diamat) (1962)
- (co-edited with Gerhart Niemayer) Handbook on Communism(1962), New York:  Praeger.
- The Logic of Religion (1965)
- Wege zum philosophischen Denken (1967)
- Guide to Marxist philosophy:  an introductory bibliography (1972), Chicago:  Swallow Press.
- Philosophy, an introduction (1972), New York:  Harper & Row.
- Marxismus-Leninismus. Wissenschaft oder Glaube? (1973), München:  Olzog.
- Was ist Autorität?:  Einf. in d. Logik d. Autorität (1974), Fribourg:  Herder.
- Logic and Ontology (1974)
- Sto zabobonów. Krótki filozoficzny słownik zabobonów ("One Hundred Superstitions. A Short Philosophical Dictionary of Superstitions", 1987).
- Logika i filosofia (1993)
- Miedzy logika a wiara (1994)
- Szkice o nacionalizmie i katolicyzmie polskim (1994), Komorów:  Wydawn. Antyk, Marcin Dybowski.
- Wspomnienia (1994), Kraków:  Philed.
- Lewica, religia, sowietologica (1996), Warsaw: Zakon Ojców Dominikanów.
- The Road to Understanding. More than Dreamt of in Your Philosophy (1996), ISBN 1-886670-06-4